# Isdera Imperator 108i
O Isdera Imperator 108i era um esportivo alemão de baixo volume produzido de 1984 a 1993. O Imperator 108i nasceu do carro conceito Mercedes CW311 de 1978, que Eberhard Schulz, que trabalhou como engenheiro de design para a Porsche, projetou em seu tempo livre. A Mercedes não tinha interesse em colocar a CW311 em produção, então Schulz criou sua própria empresa, a Isdera, para produzir o carro com sua própria marca.
Implementando uma carroceria de fibra de vidro em um spaceframe de aço tubular, o Isdera Imperator 108i era comparável aos carros esportivos exóticos de sua época. Pouco foi mudado do carro de demonstração original de Mercedes-Benz com as modificações mais notáveis que são a substituição dos faróis de pop-up com duas unidades fixas e luzes de rabo mais convencionais providas do Mercedes-Benz. O original Imperator 108i contou com um 5,0 litros (5 000 cc) Mercedes-Benz M117 V8 que deu ao veículo uma velocidade máxima de 283 quilometros por hora (176 mp/h) e 0−60 milhas por hora (−97 km/h)     tempo de aceleração era de 5,0 segundos. Como a Mercedes-Benz desenvolveu motores V8 mais potentes, eles foram usados no Imperator 108i. Motores posteriores incluíram um 5,6 litros (5 600 cc)  Mercedes-Benz M117 V8, um 5,6 litros (5 600 cc) AMG V8 e 6,0 litros (6 000 cc) AMG V8, que viu um eventual aumento de energia de 300 hp (304 PS; 224 kW)  para 390 hp (395 PS; 291 kW), com ambos os motores AMG apresentando avançados cabeçotes de 32 válvulas.
Excepcionalmente, o Imperator 108i apresentava um periscópio de visão traseira no lugar dos espelhos retrovisores convencionais, que davam ao motorista a visão traseira, criando uma protuberância no teto. Ele também contou com portas de gaivota, um primeiro para um carro legal de rua de produção desde a sua primeira aplicação no Mercedes-Benz 300SL .
No interior, o carro apresentava um interior luxuoso e fornecia muitos componentes internos do Porsche 928 .

## Mudanças no ano do modelo
Em 1991, o carro recebeu um face-lift que retornou os faróis de pop-up da versão de 1978 e uma formato da carroceria mais curvilíneo, aberturas adicionais na frente perto das portas, duto NACA na frente no lugar de três aberturas, grade dianteira reprojetada e reposicionamento de indicadores de giro da grade dianteira à parte inferior dos faróis junto com espelhos laterais opcionais. Cerca de 17 carros foram produzidos com o design do face lift.

## Produção
A produção terminou em 1993 com um total de trinta exemplares produzidos, dois dos quais foram exportados para o Japão .

## Galeria
- Visão traseira
- Com o emblema da Mercedes-Benz
- Um Imperator 108i com o face-lift de 1991